# فيكتوريا (ياش)
فيكتوريا هي قرية تقع في إقليم ياش في رومانيا وبلغ عدد سكانها 4,293 نسمة عام 2002.